# Уордън
Вижте пояснителната страница за други значения на Уордън.
Уордън (на английски: Warden) е град в окръг Грант, щата Вашингтон, САЩ. Уордън е с население от 2544 жители (2000) и обща площ от 5,6 km². Намира се на 397 m надморска височина. ЗИП кодът му е 98857, а телефонният му код е 509.